# Austroglanis sclateri
Austroglanis sclateri е вид лъчеперка от семейство Austroglanididae. Видът не е застрашен от изчезване.

## Разпространение
Разпространен е в Лесото, Намибия и Южна Африка (Гаутенг, Източен Кейп, Мпумаланга, Северен Кейп и Фрайстат).